# Mikwe Königstraße 89 (Fürth)

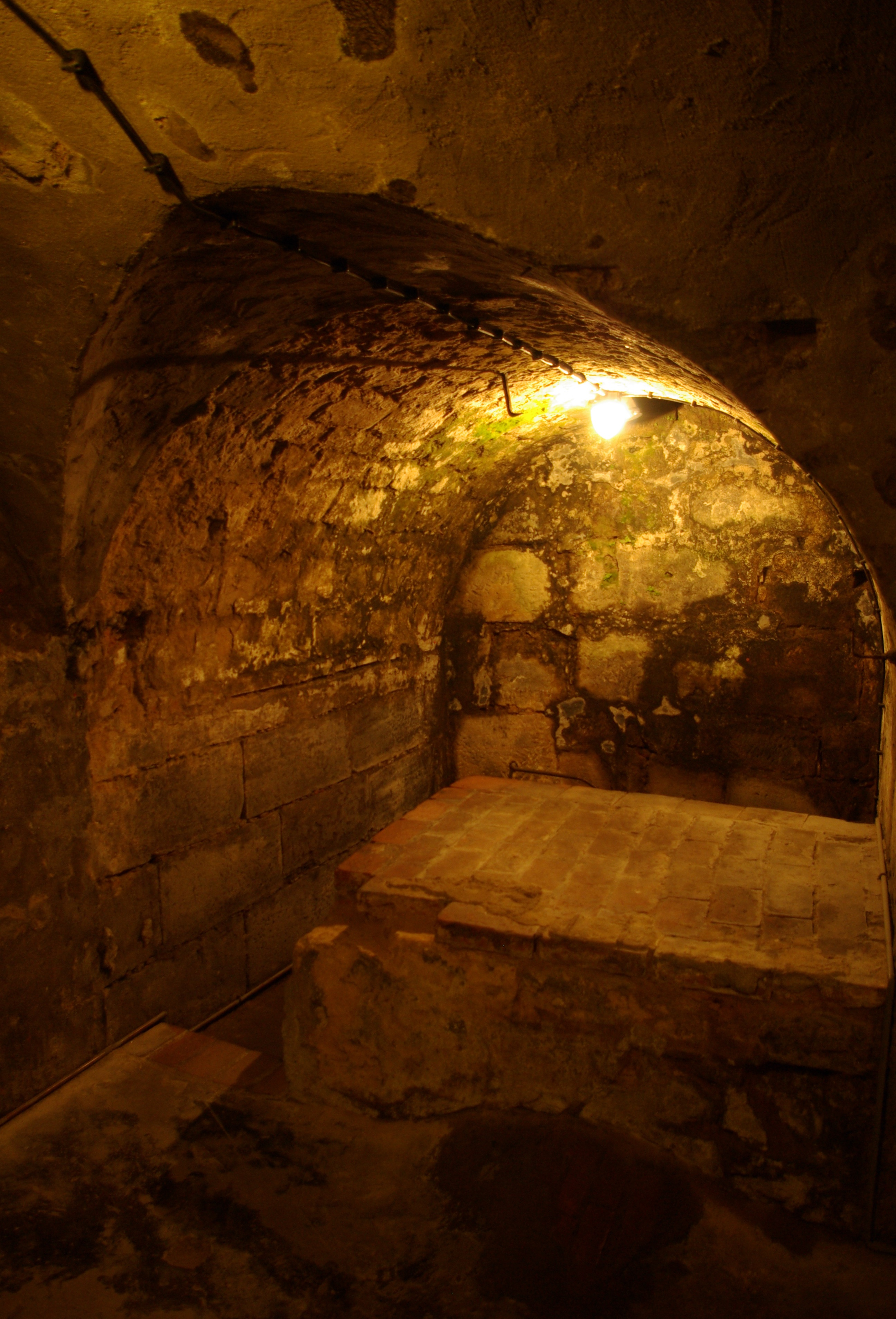
Mikwe in Fürth

Die Mikwe, das rituelle jüdische Tauchbad, befindet sich im heutigen Gebäude des Jüdischen Museums Franken. Sie liegt im Keller des Gebäudes Königstraße 89 und ist ein geschütztes Baudenkmal.
Diese Mikwe wurde 1651/52 oder 1702 von Hirsch Fromm, einem wohlhabenden jüdischen Kaufmann und Vorsteher der jüdischen Gemeinde, in einem ehemaligen Bürgerhaus errichtet. Ihr Wasserspiegel liegt 8,50 m und ihr Grund circa 10 m unter dem Straßenniveau. Sie kann während der Öffnungszeiten des Museums besichtigt werden.